# Wainuiomata (rivière)
La rivière « Wainuiomata » (anglais : Wainuiomata River) est un cours d’eau situé dans la région de Wellington dans l’Île du Nord de la Nouvelle-Zélande.

## Géographie
Elle court vers le sud-ouest à travers la vallée de «Wainuiomata», qui est localisée dans le sud de la chaîne de Rimutaka

## Origine du Nom
Le mot 'Wainui-o-mata' est un nom  Māori composé des noms Wai = eau , Nui = gros, O = de, et Mata – qui pourrait faire référence au nom d’une femme. L’origine du mot est discutée, mais on considère habituellement que la traduction fait référence à une femme, qui vint là en traversant les  collines de  Wainuiomata pour fuir des tribus en maraude, qui venaient du Nord, et s’installa là, se lamentant près  du torrent  après le massacre de son mari. De cela, nous avons les expressions 'faces streaming with water' ou 'tears' bien que cela puisse aussi faire référence à un  grand bassin d’eau, qui s’étend sur une  surface  marécageuse située dans la partie Nord de la Vallée, ou la rivière elle-même, qui est connue  pour inonder la route côtière de la vallée de Wainui.
Aujourd’hui, la rivière est habituellement appelée la  « rivière Wainui » tout comme le village de  Wainuiomata qui est in formellement appelé « Wainui ».

## Histoire
Les premières installations furent basées autour de la rivière où se trouvait la scierie, qui fournissait du bois d’œuvre pour la région de  Wellington, où la demande était importante dans les années 1850 et 1860. Aujourd’hui, cette zone est connue comme « The Village » ou comme « Homedale ».
En 1879, les contribuables  de Wellington votèrent pour étendre leur fourniture d’eau et en 1884 un barrage fut construit dans la vallée de « Sinclair Valley » (ou Waterworks Valley) et un  pipeline court depuis à travers le sol de la vallée de Wainuiomata, bien qu’un tunnel creusé sous la colline aille jusqu’à Wellington. Ce barrage fut remplacé en 1910 par le barrage nommé “ Morton Dam,” qui fut  mis hors service, alors que le tunnel d’Orongorongo et ses pipelines furent implantés en 1926. L’établissement de cet ouvrage d’eau a signifié l’arrivée du téléphone bien que vers 1921, il n’y avait toujours que deux abonnés.
En 2016, le bassin de drainage de la rivière Wainuiomata/Orongorongo est une zone d’accès réglementée, car elle fournit l’essentiel de l’eau potable de la région de Wellington.